# Genostele
Genostele is een geslacht van vlinders van de familie koolmotten (Plutellidae).

## Soorten
- G. fornicata Meyrick, 1920
- G. reniger Walsingham, 1900
- G. renigera Walsingham, 1900